# NGC 4330
NGC 4330 je spiralna galaktika u zviježđu Djevici.

## Vanjske poveznice
- (eng.) SEDS: NGC 4330
- (eng.) Revidirani Novi opći katalog
- (eng.) Izvangalaktička baza podataka NASA-e i IPAC-a
- (eng.) Astronomska baza podataka SIMBAD
- (eng.) VizieR